# Franjo Gregurić
Franjo Gregurić (* 12. října 1939 Lobor) je chorvatský politik. Od 17. července 1991 do 12. srpna 1992 zastával funkci premiéra Chorvatska, a to jakožto představitel konzervativního Chorvatského demokratického společenství ve vládě národní jednoty ustavené kvůli započaté válce o nezávislost.
Vystudoval techniku na Záhřebské univerzitě a posléze působil v průmyslu. Stal se technickým ředitelem řady významných státních podniků (Radonja, Chromos, Astra). Roku 1990 vstoupil do politiky a ještě téhož roku byl jmenován členem a později místopředsedou vlády, která 25. června 1991 provolala chorvatskou nezávislost. 17. července 1991 ho prezident Franjo Tuđman jmenoval premiérem, přičemž jeho vláda brzy kooptovala členy dalších stran, aby vytvořila vládu národní jednoty, jejímž cílem bylo vojensky porazit rebely z autonomní oblasti Krajina. Situace rychle přešla ve válku (leden 1992). Ačkoli vojenská i mezinárodněpolitická situace byla pro Chorvaty zpočátku nepříznivá, Gregurićovi (a ovšem zejména Tuđmanovi, který měl hlavní slovo) se podařilo zejména na diplomatickém poli situaci zvrátit. Vojenská odpovědnost v té době přešla zejména na ministra obrany Gojko Šušaka a Tuđmana, takže se Gregurić věnoval zejména vydání vlastní měny a ovládnutí bývalých federálních institucí (kontrola leteckého provozu apod.) Gregurić se nakonec pokusil vstoupit i do válečného dění, když v únoru 1992 jeho vláda navrhla zákon zajišťující teritoriální autonomii etnickým Srbům v Krajině výměnou za formální uznání chorvatské suverenity. Jenže mnozí politici již věřili ve vojenské řešení, a tak Dražen Budiša, jeden z ministrů a vůdce Chorvatské socialistické liberální strany, opustil na protest vládu. Následovali zástupci dalších stran, takže kabinet zůstal až do voleb jednobarevný. Po volbách roku 1992 Tuđman vybral jako premiéra jiného představitele Chorvatského demokratického společenství, svého oblíbence a vedoucího své kanceláře Hrvoje Šariniće. Gregurić pak byl v letech 1993-2000 prezidentem Chorvatského hasičského sboru. V květnu 2010 byl jmenován předsedou dozorčí rady stavební firmy Institut IGH.